# Bryopastor pentagonus
Bryopastor pentagonus is een mosdiertjessoort uit de familie van de Bryopastoridae. De wetenschappelijke naam van de soort is, als Heterocella pentagonus, voor het eerst geldig gepubliceerd in 1929 door Ferdinand Canu en Ray Smith Bassler.